# Cyathophorum hookerianum
Cyathophorum hookerianum là một loài Rêu trong họ Hookeriaceae. Loài này được (Griff.) Mitt. mô tả khoa học đầu tiên năm 1859.